# Richard C. Schneider

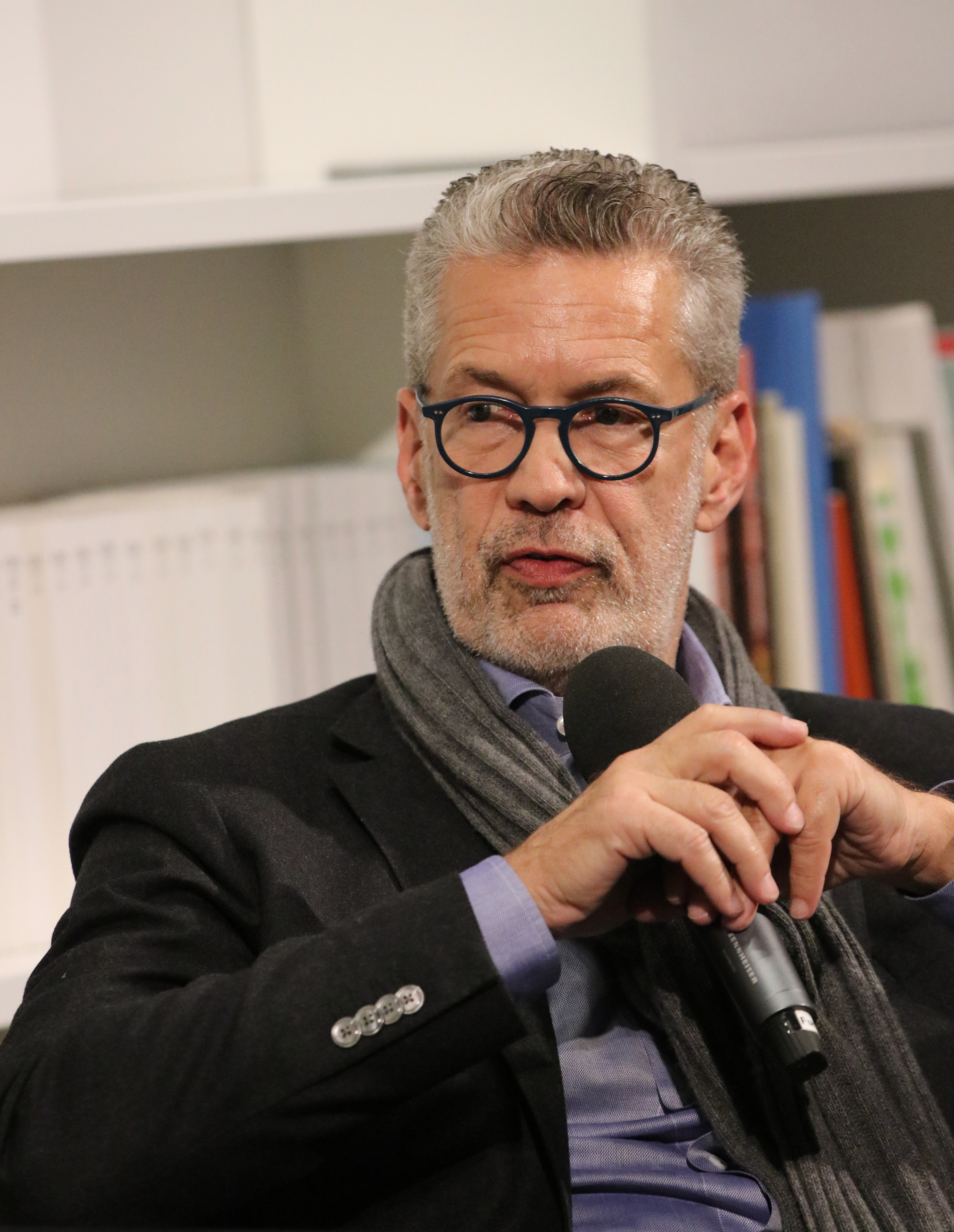
Richard C. Schneider (2019)

Richard Chaim Schneider (* 6. Januar 1957 in München) ist ein deutscher Journalist, Autor und Dokumentarfilmer. Außerdem war er Leiter der ARD-Studios in Tel Aviv und in Rom.

## Leben
Schneider wurde als Sohn ungarischer Schoah-Überlebender geboren und studierte Germanistik, Theaterwissenschaften, Kunstgeschichte sowie Philosophie. Er war mehrere Jahre als Regieassistent, Dramaturg und Regisseur an Stadt- und Staatstheatern in Amsterdam, Bonn, München und Wien tätig. Nach einem längeren Forschungsaufenthalt in Jerusalem begann er, als freier Journalist für verschiedene Printmedien zu schreiben.
Ab 1989 arbeitete er für die ARD und berichtete seitdem regelmäßig aus dem Nahen Osten. Von September 2006 bis Februar 2016 war er Leiter des ARD-Fernsehstudios in Tel Aviv und verantwortlich für Israel, die Palästinensischen Autonomiegebiete und Zypern. Nach Ablauf seiner Dienstzeit in Israel übernahm er im März 2016 die Leitung des ARD-Fernsehstudios in Rom mit Zuständigkeit für Italien, Griechenland, Malta und den Vatikan. Im Frühjahr 2017 kehrte er nach Tel Aviv zurück, von wo aus er als leitender Redakteur für besondere Aufgaben bis Ende 2022 für die ARD arbeitete.

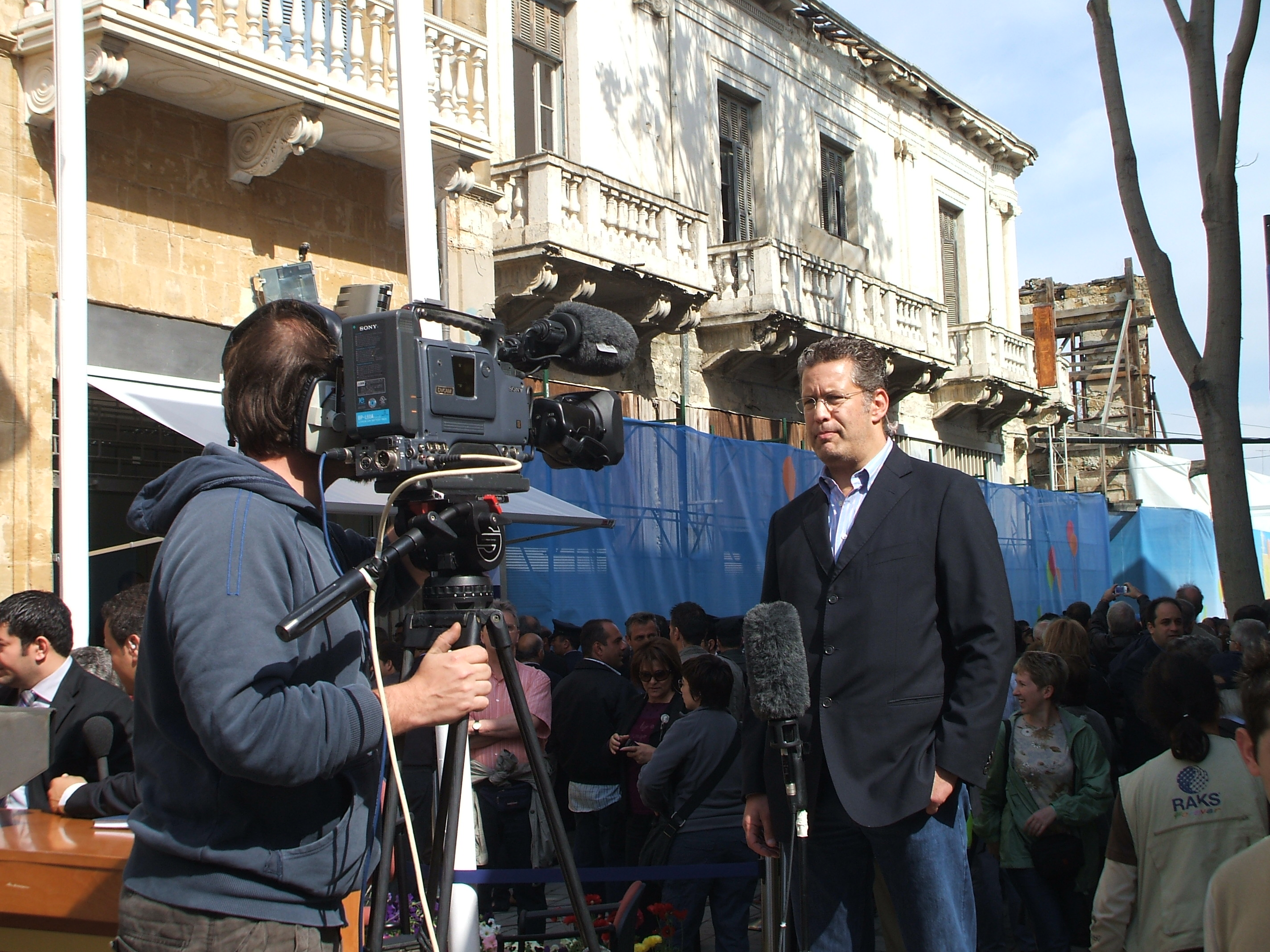
Schneider während eines Drehs in Nikosia anlässlich der Öffnung der Grünen Linie (2008)

Schneider veröffentlichte u. a. auch regelmäßig Beiträge in einem Videoblog, in dem er weitergehende Zusammenhänge und Hintergründe seines aktuellen Arbeitsgebiets als Auslandskorrespondent beleuchtete. Auch Beiträge über das alltägliche Leben oder über die Sehenswürdigkeiten in seinem Berichtsgebiet fanden ihren Platz. Sein Videoblog aus dem Nahen Osten trug den Titel Zwischen Mittelmeer und Jordan, sein Videoblog aus Südeuropa hieß Wo Europa begann.
Er ist Mitgründer des PEN Berlin und im Beirat des European Leadership Network (ELNET) aktiv.

## Positionen
2018 bezeichnete Schneider die Zusammenarbeit des israelischen Ministerpräsidenten Benjamin Netanjahu mit rechtspopulistischen Regierungschefs wie Viktor Orbán und Jarosław Kaczyński als „Faustschen Pakt“. Diese hätten in Netanjahu „einen der ihren“ erkannt (und umgekehrt), da sie eine gemeinsame Ideologie teilten: „den Kampf gegen den Islamismus, die Ablehnung der liberalen Demokratie, das Misstrauen gegenüber den freien Medien und, nicht zuletzt, den Hass auf George Soros“. Netanjahu scheine „die Interessen der europäischen Juden, ihren Kampf gegen den Antisemitismus in ihren eigenen Ländern, der reinen Interessenpolitik seines Landes, oder besser: seiner Person, zu opfern.“

## Auszeichnungen
- 2000: Bayerischer Fernsehpreis und Civis Medienpreis für die vierteilige Dokumentation Wir sind da! Juden in Deutschland nach 1945[10]
- 2007: Tagesthemen-Award für eine Reportage aus einer Kassam-Fabrik des Islamischen Jihad in Gaza[2][11]
- 2009: Bayerischer Fernsehpreis für die Dokumentation Tage des Schreckens über den Krieg im Gazastreifen, da es ihm damit gelungen sei, mitfühlend die Leiden auf beiden Seiten darzustellen[12]
- 2011: Grimme-Preis für die KiKA-Produktion Schnitzeljagd im Heiligen Land; an der Umsetzung des Projekts waren Schneider und das ARD-Studio Tel Aviv maßgeblich beteiligt (Konzeptentwicklung, alle Reportage-Teile), gehörten jedoch nicht zu den ausgezeichneten Preisträgern[13][14]
- 2013: Tagesthemen-Award für eine Reportage über den Gaza-Krieg 2012[2]
- 2014: Grimme Online Award in der Kategorie Information für das Webspecial Zwischen Hoffnung und Verzweiflung – der neue Nahe Osten, das umfangreiche Hintergrundinformationen zur gleichnamigen Dokumentation aufbereitet[15]
- 2015: Tagesthemen-Award in der Kategorie Social Media für die herausragende Darstellung seines Berichtsgebiets auf Twitter und in dem trimedialen Blog aus Tel Aviv[16]
- 2017: Bodensee Business Forum Award für die Berichterstattung in Nahost
- 2019: Toleranzpreis der Europäischen Akademie der Wissenschaften und Künste[17]

## Bücher
- Zwischenwelten. Ein jüdisches Leben im heutigen Deutschland. Kindler, München 1994, ISBN 3-463-40204-1; vollständig überarbeitete und ergänzte Taschenbuchausgabe: Droemer Knaur, München 1995, ISBN 3-426-77216-7.
- mit Esaias Baitel: Der vergessene Stamm. Die äthiopischen Juden und ihre Geschichte. Brandstätter, Wien 1995, ISBN 3-85447-588-8.
- mit Peter Ferdinand Koch: Geheim-Depot Schweiz. Wie Banken am Holocaust verdienen. List, München/Leipzig 1997, ISBN 3-471-79345-3.
- Fetisch Holocaust. Die Judenvernichtung – verdrängt und vermarktet. Kindler, München 1997, ISBN 3-463-40299-8.
- Israel am Wendepunkt. Von der Demokratie zum Fundamentalismus? Kindler, München 1998, ISBN 3-463-40252-1.
- Wir sind da! Die Geschichte der Juden in Deutschland von 1945 bis heute. Ullstein, Berlin 2000, ISBN 3-89834-006-6; als Hörbuch: Der Hörverlag, München 2001, ISBN 3-89584-518-3.
- Wer hat Schuld? Wer hat Recht? Was man über den Nahostkonflikt wissen muss. Ullstein, Berlin 2007, ISBN 978-3-550-07638-1.
- Alltag im Ausnahmezustand. Mein Blick auf Israel. Deutsche Verlags-Anstalt, München 2018, ISBN 978-3-421-04329-0.
- mit Özlem Topçu: Wie hättet ihr uns denn gerne? Droemer/Knaur, München 2022, ISBN 978-3-426-27867-3.
- Die Sache mit Israel: Fünf Fragen zu einem komplizierten Land. Deutsche Verlags-Anstalt, München 2023, ISBN 978-3-421-07010-4.
- (mit Peter R. Neumann): Das Sterben der Demokratie. Der Plan der Rechtspopulisten - in Europa und den USA. Rowohlt, Berlin 2025, ISBN 978-3-7371-0236-0.